# Hans Christopher Hersleb
Hans Christopher Hersleb (født 11. juni 1722 på Frederiksberg, død 22. februar 1788) var en dansk jurist og embedsmand, som var borgmester i København fra 1754 til sin død.
Han var søn af biskop Peder Hersleb, og blev student i Halle i 1739. Han studerede ved Københavns Universitet 1740-43, hvorpå han blev sekretær i kancelliet og landsdommer i Sjælland 1745. Hans borgmesterperiode varede fra 1754 til hans død, dog blev han ligesom sine kolleger en tid afskediget i den Struenseeske periode.
23. april 1755 blev han gift med Cathrine Magdalene Munch, den eneste datter af etatsråd og højesteretsassessor Laurids Munch. Hersleb blev i 1747 optaget som medlem af det kgl. danske Selskab og blev som vidnesbyrd om Frederik Vs nåde mod selskabet tillige med 3 andre af dets medlemmer samme år udnævnt til justitsråd. Foruden at han forøgede selskabets samlinger, udgav han beskrivelse af Dronning Dorotheas brudesmykke og andre antikviteter, der tilhørte Københavns Magistrat, og fortegnelse over dokumenterne i Rådstuearkivet (1786), hvilket arkiv blev omordnet under hans tilsyn.
En krønike over københavnske begivenheder, der er af betydning for hans egen tids historie, er udgivet længe efter hans død i Nyeste Skilderi for Kjøbenhavn 1826. 1760-66 var han medlem af direktionen for Det Kongelige Teater. 1766 blev han etatsråd, 1775 konferensråd.